# Kill Bill
Kill Bill – film Quentina Tarantino, do którego scenariusz reżyser napisał z pomocą aktorki Umy Thurman.
Gwiazdą filmu jest Uma Thurman, okrzyknięta muzą Tarantino. Właściwie jest to jeden film, jednak podzielony został na dwie części (Kill Bill i Kill Bill II), ponieważ nakręcono bardzo dużo materiału: łącznie trzy godziny i czterdzieści siedem minut. Premiera części pierwszej miała miejsce 10 października 2003 roku, a części drugiej – 14 kwietnia 2004. Zyski z części pierwszej w amerykańskich kinach wyniosły siedemdziesiąt milionów dolarów, drugiej – sześćdziesiąt sześć milionów.
Opinie o filmie są bardzo różne. Niektórzy uważają Kill Billa za filmowy majstersztyk, dla innych jest on zbyt pobłażliwym hołdem Tarantino dla kina azjatyckiego. Szczególnie krytykowane były „ciężkie” popkulturowe dialogi. Niektórzy konserwatywni krytycy zarzucali filmowi także nadmierną przemoc.
Japońskie wydanie pierwszej części Kill Billa zostało zadedykowane reżyserowi Kinjiemu Fukasaku.
W filmie pojawia się sekwencja anime, przedstawiająca przeszłość O-Ren. Reżyserem kilkuminutowego segmentu jest Kazuto Nakazawa. Nakręcił on między innymi teledysk do piosenki „Breaking the Habit” zespołu Linkin Park.

## Fabuła

### Streszczenie
Beatrix Kiddo (przez większość pierwszej części nazywana Panną Młodą lub Czarną Mambą), szuka krwawej zemsty na Billu oraz członkach Plutonu Śmiercionośnych Żmij – grupy wyszkolonych morderców, do której wspólnie z Billem kiedyś należała. Bill oraz pozostali członkowie Plutonu dokonali egzekucji podczas próby ślubu na Pannie Młodej, jej przyszłym mężu oraz przypadkowych osobach zebranych w małej kaplicy weselnej w mieście El Paso. Jednak kula Billa, która utkwiła w głowie Panny Młodej, nie okazała się śmiertelna, a dziewczyna zapadła w śpiączkę. Gdy budzi się po czterech latach, poprzysięga zemstę swojemu mentorowi Billowi oraz innym członkom Plutonu odpowiedzialnym za masakrę.
Zdjęcia do filmu trwały osiem miesięcy; powstały w Ameryce Północnej, Japonii i Chinach.
Film podzielony został na dziesięć rozdziałów, po pięć na każdą część, prezentowane z użyciem inwersji czasowej.
|  | Kolejność w filmie: - Rozdział pierwszy: 2 - Rozdział drugi: Zakrwawiona panna młoda - Rozdział trzeci: Pochodzenie O-Ren - Rozdział czwarty: Człowiek z Okinawy - Rozdział piąty: Wielka jatka w Domu Błękitnych Liści - Rozdział szósty: Masakra przy dwóch sosnach - Rozdział siódmy: Samotny grób Pauli Schultz - Rozdział ósmy: Okrutne nauki mistrza Pai Meia - Rozdział dziewiąty: Elle i ja - Ostatni rozdział: Twarzą w twarz |  | Kolejność chronologiczna: - Rozdział trzeci: Pochodzenie O-Ren - Rozdział ósmy: Okrutne nauki mistrza Pai Meia - Rozdział szósty: Masakra przy dwóch sosnach - Rozdział drugi: Zakrwawiona panna młoda - Rozdział czwarty: Człowiek z Okinawy - Rozdział piąty: Wielka jatka w Domu Błękitnych Liści - Rozdział pierwszy: 2 - Rozdział siódmy: Samotny grób Pauli Schultz - Rozdział dziewiąty: Elle i ja - Ostatni rozdział: Twarzą w twarz |  |

### Kill Bill: Vol. 1
Beatrix Kiddo – zwana też „Czarną Mambą” lub „Panną Młodą” – była członkinią Plutonu Śmiercionośnych Żmij. Zaszła w ciążę z Billem, swoim zwierzchnikiem, dlatego wycofała się z branży i uciekła. Bill odnalazł ją i jej narzeczonego na ich próbie ślubu w małej kaplicy weselnej w mieście El Paso. Tam, wraz z pozostałymi członkami Plutonu, dokonał masakry, zabijając wszystkie osoby. „Panna Młoda”, której Bill strzelił w głowę, przeżyła masakrę. Kiedy była pogrążona w śpiączce, szpital, w którym leżała, został odwiedzony przez Elle Driver, przysłaną przez Billa. Miała wstrzyknąć jedynej żywej ofierze masakry truciznę, aby dokończyć zemstę. W ostatniej chwili do Elle zadzwonił Bill, który zmienił zdanie i ją wycofał.
Cztery lata później „Czarna Mamba” obudziła się ze śpiączki i uświadomiła sobie, że straciła dziecko i ma dziurę w czaszce po kuli od Billa. Słysząc kroki na korytarzu udała, że nadal śpi. Do pokoju wszedł Buck (Michael Bowen), pracownik szpitala, który pobierał od mężczyzn opłaty ze seks z nieprzytomną kobietą. Pozostawił klienta (Jonathan Loughran) w pokoju, a gdy ten chciał się do niej dobrać, była kochanka Billa odgryzła mu język. Po powrocie zabiła także Bucka za to, że była wielokrotnie gwałcona przez niego i innych mężczyzn. Z jego kieszeni wyciągnęła klucze do „Cipkowozu” (ang. Pussy Wagon). Chciała jak najszybciej przystąpić do eliminacji zabójców, jednak nie było to proste, ponieważ straciła czucie w nogach.
Po odzyskaniu pełnej sprawności – w ciągu kilku godzin – wyruszyła na Okinawę. Tam poprosiła mistrza mieczy Hattoriego Hanzō (Sonny Chiba) o zrobienie dla niej specjalnej katany, mającej posłużyć do eliminacji pozostałych członków Plutonu. Hanzō, będący dawniej mentorem Billa, przysiągł kiedyś, że już nigdy więcej nie zrobi „rzeczy zadającej śmierć”. Uległ jednak prośbie Beatrix i przyznał, że jest to jego najlepszy miecz.
W dalszą podróż Kiddo wyruszyła do Tokio, gdzie odnalazła O-Ren Ishii (Lucy Liu): pół-Amerykankę, pół-Japonkę urodzoną w amerykańskiej bazie wojskowej. W dzieciństwie O-Ren została osierocona, gdyż jej rodziców zabili członkowie jakuzy. Po latach O-Ren dokonała bezwzględnej zemsty na mordercach i sama została królową tokijskiego podziemia. W nocnym klubie „Panna Młoda” zabiła wielu ochroniarzy O-Ren (nazywających siebie Obłędem 88). Ostatecznie stanęła twarzą w twarz ze swoją przeciwniczką, którą udało jej się pokonać. Po całym zajściu wysłała do Billa pozbawioną kończyny przyjaciółkę O-Ren, Sofię Fatale (Julie Dreyfus). Przekazała mu informację, że przyszła kolej na pozostałych członków Plutonu Śmiercionośnych Żmij i jego samego. Bill upewnił się tylko, że Sofia nie przekazała jej informacji o tym, że ich dziecko żyje.
Tymczasem „Panna Młoda”, dzięki informacjom od Sofii, trafiła do Pasadeny. Tam zamieszkała Vernita Green (Vivica A. Fox), pod pseudonimem „Jeannie Bell”. Teraz przedstawiała się jako typowa matka i żona z przedmieść. Kobiety rozpoczęły walkę, jednak w pewnym momencie ze szkoły wróciła córka Vernity, Nikki (Ambrosia Kelley). Kobiety zawiesiły walkę i przeniosły się do kuchni, w której uzgadniały, gdzie i kiedy dokończą pojedynek. Po chwili Vernita strzeliła do „Panny Młodej” rewolwerem ukrytym w pudełku z płatkami zbożowymi. Chybiła, a sama została trafiona nożem rzuconym przez przeciwniczkę. Po chwili do pokoju weszła Nikki, która usłyszała huk wystrzału. Zabójczyni obiecała jej, że kiedy dorośnie, będzie czekała na jej zemstę.

### Kill Bill: Vol. 2
Początek filmu przedstawia retrospekcję wydarzeń w kaplicy, jeszcze przed masakrą: Beatrix, jej przyjaciółki i chłopak omawiały szczegóły ślubu. „Panna Młoda” wyszła na zewnątrz, gdzie spotkała Billa. Przez chwilę rozmawiali, a później przyszedł przyszły pan młody. Rozpoczęła się próba ślubu. Do kaplicy weszli Elle, Budd, Vernita i O-Ren – reszta Plutonu – i zabili wszystkich, jak sądzili, obecnych w kaplicy.
Po zabójstwie Vernity Bill spotkał się ze swoim bratem, Buddem. Ostrzegł go, że „Panna Młoda” przyjdzie go zabić. Budd zignorował ostrzeżenie. Kiddo przybyła, lecz mężczyźnie udało się ją zaskoczyć, ogłuszyć i obezwładnić. Zadzwonił do Elle, omawiając z nią szczegóły sprzedania zdobytej katany i ostatecznego rozprawienia się z Beatrix. Następnie Budd pogrzebał swą niedoszłą zabójczynię żywcem w nieznanym grobie Pauli Schultz.
Leżąc w drewnianej trumnie, „Czarna Mamba” przypomniała sobie opowieść Billa o kapłanie Zakonu Białego Lotosu – mistrzu kung-fu, Pai Mei (Gordon Liu) – u którego niegdyś praktykowała. Dzięki jednej z technik nauczonych przez niego udało jej się wydostać z trumny na powierzchnię.
Elle przyjechała do Budda, aby kupić za milion dolarów najdoskonalszy miecz Hattoriego Hanzo. We wręczonej Buddowi walizce, oprócz pieniędzy, znalazła się jadowita czarna mamba, która zabiła Budda ukąszeniem. Po chwili do przyczepy wpadła Beatrix. Kobiety rozpoczęły walkę. Elle wyjawiła, że Pai Mei wyłupił jej oko po tym, jak nazwała go żałosnym, starym głupcem. Ona w odwecie zatruła jego posiłek, co uśmierciło mistrza. W odpowiedzi Beatrix wyrwała Elle drugie oko, zabrała swój miecz i opuściła przyczepę, w której wciąż był śmiercionośny wąż.
Kobieta przyjechała do Estebana Vihaio (Michael Parks), człowieka, który opiekował się Billem w czasach jego młodości. Dowiedziała się od niego, gdzie obecnie przebywał Bill. Zjawiła się w jego willi, gdzie po raz pierwszy zobaczyła swoją córkę. Mała B.B. (Perla Haney-Jardine) bawiła się z ojcem, Billem. Kiedy dziewczynka poszła spać, jej rodzice postanowili porozmawiać. Bill niespodziewanie strzelił w Beatrix strzałką z serum prawdy i dowiedział się, czemu „Czarna Mamba” chciała uciec. Kiedy cała sprawa wydała się być wyjaśniona, rozpoczął się pojedynek. Bill chwycił za miecz, jednak Beatrix zaatakowała go techniką pięciu palców dłoni rozsadzających serce, której tylko ją nauczył Pai Mei w sekrecie przed innymi. Beatrix pozwoliła odejść Billowi, który po przejściu pięciu kroków zmarł. Ona i córeczka udały się razem, szczęśliwe, w nieznanym kierunku.

## Aktorzy
| Aktor               | Rola                         |
| ------------------- | ---------------------------- |
| Uma Thurman         | Panna Młoda / Beatrix Kiddo  |
| David Carradine     | Bill                         |
| Vivica A. Fox       | Vernita Green                |
| Lucy Liu            | O-Ren Ishii                  |
| Michael Madsen      | Budd                         |
| Daryl Hannah        | Elle Driver                  |
| Sonny Chiba         | Hattori Hanzō                |
| Chiaki Kuriyama     | Gogo Yubari                  |
| Julie Dreyfus       | Sofie Fatale                 |
| Gordon Liu          | Johnny Mo i Pai Mei          |
| Michael Parks       | Earl McGraw i Esteban Vihaio |
| Perla Haney-Jardine | B.B.                         |
| Helen Kim           | Karen Kim                    |

## Recepcja krytyczna
Po ukazaniu się na ekranach kin Kill Bill wzbudził kontrowersje wśród krytyków. Z jednej strony pojawiały się głosy zachwytu nad intertekstualnością filmu. O ile Todd McCarthy z portalu „Variety” komentował, iż „wśród filmowych obrazów [Kill Bill] jest praktycznie świetnie wyglądającym potworem Frankensteina”. Patrycja Włodek pisała, że „w filmie Tarantino widoczna jest zabawa wymianą genderowych ról i związanych z nimi stereotypów”. Stephen Hunter z „The Washington Post” z entuzjazmem twierdził: „To ideogram zemsty i rebus odwetu. To nie narracja, to graffiti”.
Tych głosów nie podzielała część krytyków filmowych. Jonathan Rosenbaum z gazety „Chicago Reader” opisał dzieło Tarantino jako „brutalne i szczeniackie [...] 111 minut chaosu, z hiperbolicznymi zemstami i fallicznymi Amazonkami, które zachowują się jak dziewięcioletni chłopcy”. W opinii Daniela P. Franklina: „gdy Tarantino próbuje dokonać remaku kina kung-fu, wydaje mi się, że nie rozumie lub nie chce zrozumieć, co czyniło je wyjątkowym”. Franklin uznawał Kill Billa za dzieło bliższe satyrycznemu programowi Saturday Night Live aniżeli Wejściu smoka.
Kontrowersje przełożyły się również na retrospektywne rankingi. Podczas gdy druga część Kill Billa w rankingu „Cahiers du cinéma” znalazła się w pierwszej dziesiątce najlepszych filmów za rok 2004, magazyn „Premiere” umieścił ją w rankingu dzieł Tarantino na ósmym miejscu, uznając ją za „początek drogi Tarantino ku własnej autokarykaturze” (pierwsza część była lepiej oceniona – na trzecim miejscu).

## Nagrody
Kill Bill vol. 1 otrzymał nominację do Złotego Globu w kategorii Najlepsza Aktorka w Dramacie (Uma Thurman). Film ten otrzymał również 3 MTV Movie Awards w kategoriach Najlepsza Aktorka (Uma Thurman), Najlepsza Walka (Uma Thurman kontra Chiaki Kuriyama) i Najlepszy Czarny Charakter (Lucy Liu).
Kill Bill vol. 2 dostał 2 nominacje do Złotego Globu, w kategoriach Najlepsza Aktorka w Dramacie (Uma Thurman) i Najlepszy Aktor Drugoplanowy (David Carradine). Poza tym otrzymał Filmową Nagrodę MTV w kategorii Najlepsza Walka (Uma Thurman kontra Daryl Hannah). Otrzymał również nominacje do tej nagrody w kategoriach Najlepszy Film i Najlepsza Aktorka (Uma Thurman).